# Női ösztön
A Női ösztön (Feminine Intuition) Isaac Asimov egyik sci-fi novellája, amely a Fantasy and Science Fiction magazin 1969. októberi számában jelent meg. Magyarul a Robottörténetek című novelláskötetben olvasható.

## Történet
|  | Alább a cselekmény részletei következnek! |

2062-ben az öt éve fejlesztett Jane (JN–5) robot, valamint Clinton Madarian, az Amerikai Robot vezető robotpszichológusa repülőbalesetet szenved és meghal. A veszteség nem csak azért kolosszális, mert a robot fejlesztésébe félmilliárd dollárt öltek bele, hanem mert ez a robot különleges küldetésen volt.
Susan Calvin visszavonulása után utódja, Clinton Madarian rögtön belefogott a JN projectbe. Ezek olyan különleges robotok, amelyeknek nem kötöttek a pozitronpályái, így képesek lehetnek egy eddig emberi monopóliumra: az intuícióra, csakhogy sokkal nagyobb adattömegből vonja le a következtetést. Évek kutatómunkájának eredményeként készült el a JN–5 robot, amit – hogy az emberek könnyebben beszélgessenek vele – nőneműnek építettek. A tervek szerint a robot a planetológiai világközpontban, Flagstaffban beszélget tudósokkal a közeli csillagokról, és a megszerzett adatok alapján megadja néhány nagy valószínűséggel lakható exobolygó napját. Madarian már repül hazafelé, amikor elújságolja Peter Bogert kutatási igazgatónak, hogy a robot válaszolt a kérdésre. Ekkor csapódik a gépbe a meteorit, és úgy tűnik az adatok örökre elvesztek. A robotpszichológus említett ugyan egy szemtanút, de Bogert és Robertson nem találják őt, így Susan Calvin segítségét kérik.
A nő háromnegyed óra alatt megoldja a rejtélyt: Madarianról tudható, hogy ha nagy felfedezést tesz, akkor nem vár sokáig annak közlésével, így valószínűleg a robot a repülőre érkezés előtt nem sokkal jelenthette ki a megoldást. A szemtanú, akit említett meglehetősen megijedt, így valószínűleg nem egyetemi professzor volt, mint akiket a férfiak hallgattak ki. Sokkal inkább lehetett a robotot szállító teherautó sofőrje, aki a ládában tartózkodó robot hangjától rémült meg (ugyanis ennek a különleges robotnak ártott volna, ha kikapcsolják a szállítás alatt). Sőt, Calvinnak már meg is van a három csillag neve.
|  | Itt a vége a cselekmény részletezésének! |

## Megjelenések

### angol nyelven
1. Fantasy and Science Fiction, 1969. október
2. Twenty Years of Fantasy & Science Fiction (G. P. Putnam's, 1970)
3. The Bicentennial Man and Other Stories (Doubleday, 1976)
4. The Complete Robot (Doubleday, 1982)
5. The Robot Collection (Doubleday, 1983)
6. The Asimov Chronicles: Fifty Years of Isaac Asimov (Dark Harvest, 1989)

### magyar nyelven
1. Robottörténetek, II. kötet (Móra, 1993, ford.: Sóvágó Katalin)
2. Isaac Asimov teljes Alapítvány-Birodalom-Robot Univerzuma, I. kötet (Szukits, 2001, ford.: Sóvágó Katalin)

| Előző      | Sorozat                                               | Következő               |
| ---------- | ----------------------------------------------------- | ----------------------- |
| Robotálmok | Robot sorozat Alapítvány–Birodalom–Robot regényciklus | Karácsony Rodney nélkül |